# ハイビック
ハイビック株式会社（HIVIC CO., LTD.）は、日本の住宅資材メーカー。本社所在地は栃木県小山市。プレカット製造販売の大手であるとともに、直需木材市場の運営でも知られている。

## 沿革
- 1966年 - 創業。
- 1967年 - 株式会社金杉屋設立。
- 1993年 - 社名を株式会社ハイビックハウジングシステムに変更。
- 2000年 - 現社名に変更。
- 2001年 - 株式を店頭公開（現在のJASDAQ市場）。
- 2007年 - 日東木材産業（後のハイビック浜松）をグループ化。
- 2011年 - 株式交換により株式会社住生活グループ（現・株式会社LIXILグループ）の完全子会社となる。これに伴い、大阪証券取引所JASDAQ市場の上場廃止。
- 2013年 - 子会社10社を吸収合併。
- 2016年 - 株式会社LIXILが全株式をポラリス・キャピタル・グループ株式会社傘下のファンドに譲渡。
- 2019年 - ヤマエ久野の子会社となる。